# Fred Vlès
Fred Manuel Raoul Vlès, né le 22 janvier 1885 au Havre et mort le 2 juillet 1944 à Dachau, est un zoologiste et biologiste français, docteur ès sciences, professeur de physique biologique à la faculté de médecine de Strasbourg entre 1922 et sa déportation en 1944.

## Biographie
Il participe à la Première Guerre mondiale dans un régiment de zouaves, où il est cité deux fois à l'ordre.
Lors de la Seconde Guerre mondiale, le 8 mars 1944, il échappe à la rafle de l'Hôtel-Dieu de Clermont-Ferrand effectuée par la Gestapo à la suite d'un attentat commis le même jour. Mais pour éviter des représailles infligées à d'autres, il se présente volontairement deux jours après à la Kommandantur locale. Emprisonné au 92e RI de Clermont-Ferrand pendant trois mois, il est envoyé à Compiègne où l'attend un des derniers convois pour Dachau.
Le 2 juillet 1944 Fred Vlès est déporté au camp de concentration de Dachau par le convoi 7909 qui arrivera au camp le 5 juillet,: 2 521 individus sont dénombrés au départ de Compiègne, 984 mourront durant le trajet vers l'Allemagne et seulement 181 individus reviendront de captivité. Il est enregistré comme décédé le premier jour du trajet. 
Son fils unique Jean-Claude Vlès, servant dans l'aviation, est tué lors de cette même guerre.

## Travaux
« Fred Vlès avait été astronome, géologue, naturaliste, physiologiste et physicien; il fit alors des études médicales. Cette formation riche et variée traduit une curiosité scientifique peu commune. Ses recherches comme sa formation furent multiples, originales et fécondes. Il était avant tout un biologiste. Il avait quitté la station de biologie marine de Roscoff pour enseigner à Strasbourg. Était-ce au contact de cet environnement qu'il prit conscience du rôle primordiale des propriétés physico-chimiques des solutions dans l'étude des manifestations, aussi multiples que complexes, dont il avait été un observateur quotidien ? 

Vlès fut le pionnier des la physico-chimie biologique des cellules et de leur environnement, appelé le milieu intérieur, véritable mer nutritionnelle, siège des équilibres subtils, et assurant les échanges avec le milieu extérieur. Il publia Introduction à la chimie-physique biologique(1927).

Vlès s'attacha à l'étude de l'homéostasie ionique et oncotique du milieu intérieur, il en étudia les variations au cours de la croissance et des déviations dans le cancer. S'il s'intéressa plus particulièrement aux équilibres ioniques, son élève de Roscoff, Paul Reiss(1901-1944), qui deviendra son agrégé en 1930, se consacra à l'étude des équilibres d'oxydoréduction cellulaire. l'un comme l'autre étaient convaincus des ressources que l'on pouvait tirer des procédés physiques. Ils développèrent des techniques électrométriques et spectroscopiques originales, qui leur permirent une étude structurale fine de la fibre musculaire, des milieux transparents de l’œil et des sellules embryonnaires. Paul Reiss publia Action des agents physiques sur les organismes (1935). »

## Publications
- Notes et revue no 2 des archives de zoologie expérimentale et générale : quelques remarques sur tokophrya cyclopum cl. et c. - sur la biréfrigérence musculaire  - notes sur les myxosporidies, 1908.
- Propriétés optiques des muscles, Hermann (Paris), 1911, Texte intégral.
- La cinématographie astronomique, Charles-Mendel (Paris), [ca 1914].
- Notes sur les constantes optiques des hémoglobines, Vigot (Paris), 1921.
- L'osmose et les propriétés qui sont liées à la concentration moléculaire des solutions, 1927.
- Travaux Pratiques de Physique Biologique et de Chimie-Physique, Vigot (Paris), 1927.
- Introduction à une physico-chimie pathologique, [Thèse de Médecine présentée le 17 juin 1929], impr.-éd. universitaires de Strasbourg (Strasbourg), 1929.
- Précis de chimie physique à l'usage des étudiants en médecine, {préface de Georges Weiss ], Vigot (Paris), 1929, 416 p.
- Titres et Travaux scientifiques de Fred Vlès, docteur ès sciences, professeur de physique biologique à la Faculté de médecine de Strasbourg, Impr. Floch ;  Vigot frères (Paris), 1931.
- « Documents pour servir à l'étude du rôle des facteurs électriques dans l'évolution des embryons d' Oursin », in: Bulletin de l'Institut océanographique (Monaco), no. 586.
- Les conditions biologiques créées par les propriétés électriques de l'atmosphère : le comportement des organismes électriquement connectés au sol, ou isolés de celui-ci, Hermann et Cie (Paris), 1940.
- Physique biologique, Hermann (Paris), 1940.
- Introduction à la photochimie biologique à l'usage des médecins et des biologistes. Radiations. Analyse spectrale. Photochimie, Vigot (Paris), 1942.
- La Spectroscopie en biologie, Presses documentaires (Paris), 1945.

En collaboration
- avec L. Chevroton: « La cinématographie du développement embryonnaire de l'oursin (Paracentrotus Lividus Lk.) et ses applications a la mécanique de la segmentation », in : Archives de zoologie expérimentale et générale, p. 449-517, 5e série, t. VIII. P., Albert Schulz, 1911.
- avec Maurice Gex: Cours sur la physico-chimie des pétroles, Vigot (Paris), 1921.
- avec S. Nouël: Notes sur quelques propriétés physico chimiques des produits sexuels de l'oursin, Vigot (Paris), 1922.
- avec Paul Reiss: Contribution à la théorie des anticorps, Vigot (Paris), 1924.

## Reconnaissance
À Strasbourg, une rue à proximité de la faculté porte le nom de Fred Vlès en son hommage, comme l'un des amphithéâtres de la Faculté de médecine de Strasbourg. Une plaque commémorative est apposée dans l'Institut de physique biologique, bâtiment construit par l'architecte Garnon, à l'initiative de Vlès, en 1937-1938 et dont il fut le premier directeur. Reconnaissant sa contribution a la recherche fondamentale, il est nommé au prix Nobel de physiologie et médecine (avec son collègue et ami: Dr André de Coulon, Université de Lausanne) en 1935. Leur nomination est proposée par le Prof. Louis Maillard (inventeur de la réaction de Maillard).